# Pomniki przyrody w gminie Nowe
Na terenie gminy Nowe, w powiecie świeckim, w województwie kujawsko-pomorskim znajduje się 13 pomników przyrody ożywionej. 
Wśród nich wyróżniono 2 aleje, 7 grup drzew, 3 pojedyncze drzew i 1 szpaler. Struktura gatunkowa jest zróżnicowana z przewagą dębów szypułkowych.
Na uwagę zasługują: aleja z przewagą kasztanowców o obwodach powyżej 300 cm, topola czarna w Kozielcu o obwodzie 576 cm, dąb w Mątawach o obwodzie 600 cm.
Prawne zestawienie pomników przyrody w gminie prezentuje się następująco:
| Nr  | Lokalizacja                           | Forma             | Nazwa | Sztuk | Obwody przy powołaniu [cm]                                  | Akt prawny | Zdjęcie |
| 1.  | Mątawy 30                             | grupa drzew       | 3 dęby szypułkowe                                                                                        | 3     | 270, 330, 360                                               | Rozporządzenie nr 11/91 Wojewody Bydgoskiego z dnia 1 lipca 1991 roku |         |
| 2.  | Mątawy 35                             | pojedyncze drzewo | dąb szypułkowy                                                                                           | 1     | 360                                                         | Rozporządzenie nr 11/91 Wojewody Bydgoskiego z dnia 1 lipca 1991 roku |         |
| 3.  | Mątawy 52                             | grupa drzew       | 2 dęby szypułkowe                                                                                        | 2     | 383 i 600                                                   | Rozporządzenie nr 11/91 Wojewody Bydgoskiego z dnia 1 lipca 1991 roku |         |
| 4.  | Milewko park dworski                  | grupa drzew       | 3 lipy drobnolitne lipa drobnolistna czterowierzchołkowa                                                 | 4     | 290, 330, 430 660                                           | Zarządzenie Nr 40/87 Wojewody Bydgoskiego z dnia 10 grudnia 1987 r. w sprawie uznania za pomniki przyrody tworów przyrody na terenie województwa bydgoskiego                                                                           |         |
| 5.  | Milewko okolice parku dworskiego      | pojedyncze drzewo | dąb szypułkowy                                                                                           | 1     | 330                                                         | Komunikat Nr 1/70 Wojewódzkiego Konserwatora Przyrody Wydziału Rolnictwa i Leśnictwa Prezydium Wojewódzkiej Rady Narodowej w Bydgoszczy z dnia 31 lipca 1970r. w sprawie uznania za pomniki przyrody tworów przyrody w woj. bydgoskim. |         |
| 6.  | Milewko park dworski                  | pojedyncze drzewo | lipa drobnolistna                                                                                        | 1     | 330                                                         | Rozporządzenie nr 305/93 Wojewody Bydgoskiego z dnia 26 października 1993 roku |         |
| 7.  | Milewo 2 okolice parku                | grupa drzew       | 2 dęby szypułkowe                                                                                        | 2     | 362 i 195                                                   | Rozporządzenie nr 11/91 Wojewody Bydgoskiego z dnia 1 lipca 1991 roku |         |
| 8.  | Milewo park dworski                   | grupa drzew       | 4 lipy drobnolistne 4 dęby szypułkowe 2 kasztanowce zwyczajne                                            | 10    | 302, 350, 358, 465 260, 285, 370, 382 300 i 301             | Rozporządzenie nr 11/91 Wojewody Bydgoskiego z dnia 1 lipca 1991 roku |         |
| 9.  | Milewo park dworski                   | szpaler           | 36 lip drobnolistnych                                                                                    | 36    | od 155 do 508                                               | Rozporządzenie nr 11/91 Wojewody Bydgoskiego z dnia 1 lipca 1991 roku |         |
| 10. | Nowe cmentarz katolicki, ul. Kolejowa | grupa drzew       | 2 robinie akacjowe                                                                                       | 2     | 300 i 310                                                   | Rozporządzenie nr 11/91 Wojewody Bydgoskiego z dnia 1 lipca 1991 roku |         |
| 11. | przy drodze Nowe-Tryl                 | aleja przydrożna  | 62 kasztanowce zwyczajne 6 klonów zwyczajnych 5 lip drobnolistnych 19 jesionów wyniosłych dąb szypułkowy | 93    | od 300 do 400 od 145 do 300 od 235 do 555 od 160 do 460 300 | Rozporządzenie nr 11/91 Wojewody Bydgoskiego z dnia 1 lipca 1991 roku |         |
| 12. | przy drodze Tryl-Zajączkowo           | aleja przydrożna  | 146 lip drobnolistnych 12 jesionów wyniosłych 2 dęby szypułkowe                                          | 161   | od 287 do 450 od 140 do 260 360 i 376                       | Rozporządzenie nr 11/91 Wojewody Bydgoskiego z dnia 1 lipca 1991 roku |         |
| 13. | Kozielec                              | grupa drzew       | 5 buków zwyczajnych odmiany czerwonej topola czarna                                                      | 12    | 162, 170, 175, 180, 230 576                                 | Rozporządzenie nr 322/95 Wojewody Bydgoskiego z dnia 29 grudnia 1995 roku |         |